# Gerald Graham

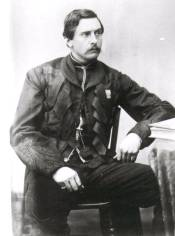
Gerald Graham.

Sir Gerald Graham, född 27 juni 1831, död 17 december 1899, var en brittisk general.
Graham kämpade med utmärkelse på Krim (1854-1856) och i Kina (1860), blev 1869 överste och 1881 generalmajor. I det egyptiska fälttåget 1882 förde han andra brigadens första division, bland annat vid Tell-el-Kebir, och 1884 stod han i spetsen för den expedition, som slog mahdisterna vid El-Teb, frånryckte dem Tokar och besegrade dem vid Tamanie, varefter han samma år utnämndes till generallöjtnant. Även 1885 ledde Graham en expedition från Suakim mot Berber och besegrade därunder mahdisterna vid Hasheen.